# Mariage homosexuel au Portugal
- Mariage homosexuel
- Autre type de partenariat (ou concubinage)
- Cohabitant enregistré
- Mariage reconnu dans une mesure limitée mais non célébré
- Unions de personnes de même sexe non reconnues
- Mariage interdit par la Constitution

Le mariage homosexuel est légal au Portugal. Le projet de loi qui permet aux couples homosexuels de se marier a été porté par le gouvernement du premier ministre José Sócrates en décembre 2009. Il est passé devant l'Assemblée de la République en février 2010. Le 17 mai 2010, le président Aníbal Cavaco Silva a approuvé la loi. Le Portugal est le huitième pays du monde à légaliser le mariage homosexuel au niveau national.

## Décision de la Cour constitutionnelle (2006)
La loi portugaise reconnait depuis 2001 les unions de fait des personnes vivant en couple depuis plus de deux ans, indépendamment de leurs sexes. Le Portugal est de plus actuellement le seul pays d'Europe dont la Constitution interdit explicitement la discrimination sur la base de l'orientation sexuelle. Le 1er février 2006, un couple de lesbiennes, demanda à se marier. Devant le refus opposé par le conservateur du registre de l'état civil, elles portèrent l'affaire en justice pour discrimination fondée sur l'orientation sexuelle. La Cour constitutionnelle portugaise, chargée de l'affaire en 2007, déclara constitutionnelle l'interdiction du mariage homosexuel.

## Premiers projets (2005-2008)
Lors des élections de 2005, le mariage homosexuel fit l'objet de débats, mais José Sócrates déclara que le projet n'était pas à l'ordre du jour.
Le 10 octobre 2008, le parlement portugais rejette deux propositions de lois déposées par les communistes et les verts sur le mariage homosexuel. Le Parti socialiste, pourtant favorable au mariage gay, affirme que le Portugal n'est pas encore prêt.

## Élections de 2009
La réélection lors des élections législatives de 2009 en septembre 2009 du premier ministre socialiste sortant José Sócrates, favorable au mariage entre personnes du même sexe, change la donne, le sujet du mariage gay étant inscrit dans son programme électoral. 
Un projet de loi légalisant le mariage gay est donc élaboré par le gouvernement socialiste le 17 décembre 2009, il est adopté en première lecture par le Parlement le 8 janvier 2010, avec une très faible contestation par les opposants.

## Entrée en vigueur
Le président portugais, de centre droit, étant personnellement opposé à la reconnaissance du mariage gay, demande à la Cour constitutionnelle de vérifier la validité de l'ensemble des articles (ouvrant de nouveaux droits), et à l'exception de l'article interdisant l'adoption par des couples mariés de même sexe. Le 9 avril 2010, la Cour valide le projet de loi visant à autoriser le mariage entre personnes de même sexe au Portugal en déclarant que cette évolution est nécessaire. Le président dispose alors de vingt jours pour promulguer la loi ou mettre son veto et renvoyer le texte au Parlement. Il annonce sa décision le 17 mai, quelques jours après la visite du pape Benoît XVI au Portugal, où ce dernier avait entre autres dénoncé le mariage homosexuel. Cavaco Silva décide cependant de promulguer la loi, et justifie sa position en invoquant le contexte économique de crise de la dette, ainsi que sur les forces politiques en présence, qui auraient obligé la promulgation lors d'un second vote, au cas où le président aurait mis son veto, tout en rappelant son opposition personnelle au texte. Cette décision, qui va dans le sens contraire de l'opinion de l'électorat conservateur qui l'a élu en 2006, est critiquée par le patriarche de Lisbonne, le cardinal José da Cruz Policarpo, qui évoque de possibles conséquences électorales concernant une éventuelle candidature de Cavaco Silva à l'élection présidentielle de 2011, où Cavaco Silva est cependant largement réélu.
Le 7 juin 2010, Teresa Pires et Helena Paixão, qui avaient déjà été au centre du débat sur le mariage entre personnes de même sexe en 2006 lorsqu'elles avaient porté la question devant la Cour constitutionnelle portugaise, contractent le premier mariage homosexuel au Portugal.